# Офиакодоны
Офиакодоны (лат. Ophiacodon) — род примитивных хищных синапсид семейства офиакодонтид, известных по ископаемым остаткам из верхнего карбона — нижней перми США и Англии (303,7—273,01 млн лет).
Самые крупные и самые известные представители офиакодонтид. По оценкам, достигали 1,6—3 м при массе 26—230 кг. Череп очень крупный, длинный и высокий, со множеством острых зубов. «Клыки» мало выделяются среди прочих зубов. Ноги короткие, слабо окостеневшие, иногда с тупыми когтями.
У некоторых крупных особей имелось по два височных отверстия с каждой стороны черепа; известен также экземпляр с двумя отверстиями только на одной стороне (с другой было одно отверстие). Согласно популярной в XX веке гипотезе, офиакодоны являлись рыбоядными полуводными хищниками, что согласуется с высоко расположенными глазницами. Тем не менее, морфология позвонков и бедренных костей, а также высокий череп, ставят данную гипотезу под сомнение.
Гистологические данные свидетельствуют о том, что офиакодоны обладали высоким для каменноугольных и пермских синапсид уровнем метаболизма, близким к эндотермии («теплокровности»).

## Классификация
Род описан О. Ч. Маршем в 1878 году из нижней перми Техаса; родовое название означает «змеиный зуб».
Согласно данным сайта Paleobiology Database, на декабрь 2024 года к роду относят 6 видов:
- Ophiacodon hilli (Romer, 1925)
- Ophiacodon major Romer & Price, 1940
- Ophiacodon mirus Marsh, 1878typus
- Ophiacodon navajovicus (Case, 1907)
- Ophiacodon retroversus (Cope, 1878)
- Ophiacodon uniformis (Cope, 1878)

## Галерея

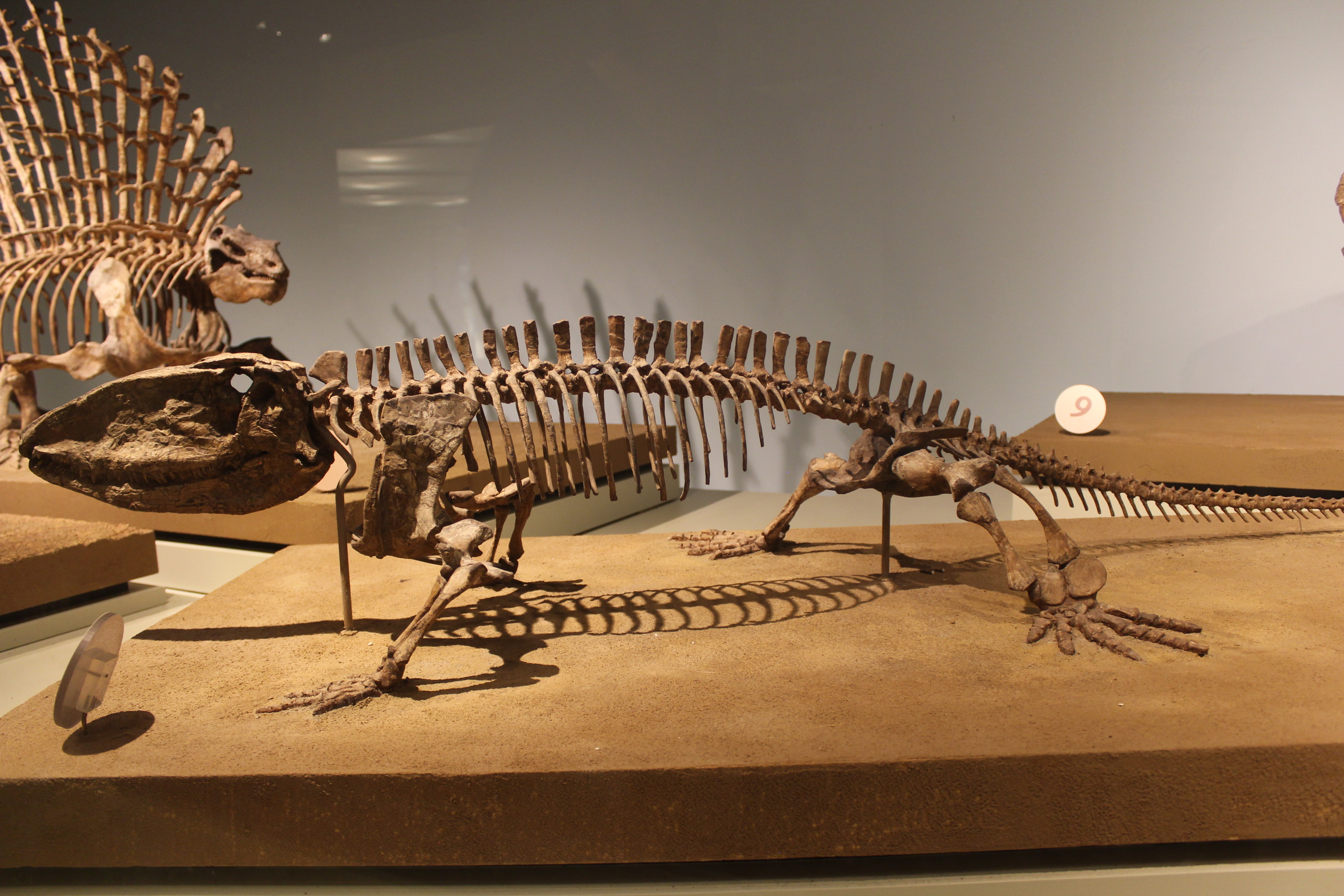
Реконструированный скелет O. mirus в Филдовском музее естественной истории (Чикаго)
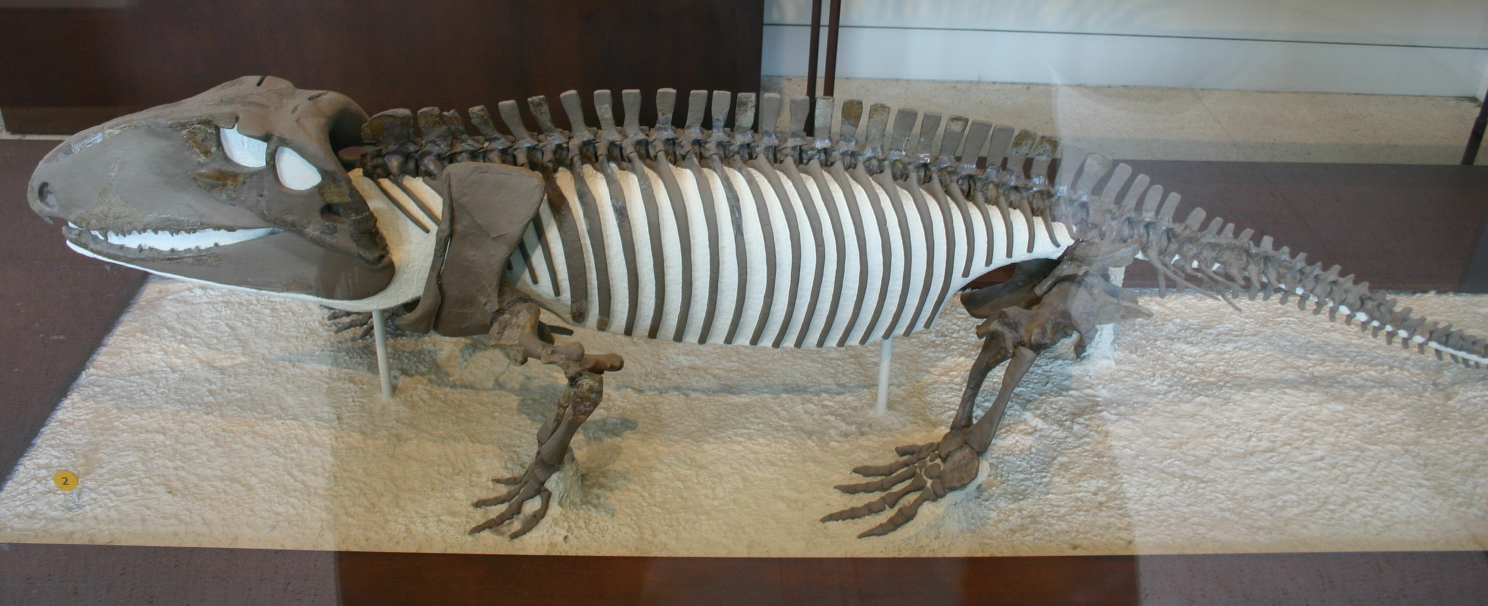
Реконструированный скелет O. retroversus в Американском музее естественной истории (Нью-Йорк)
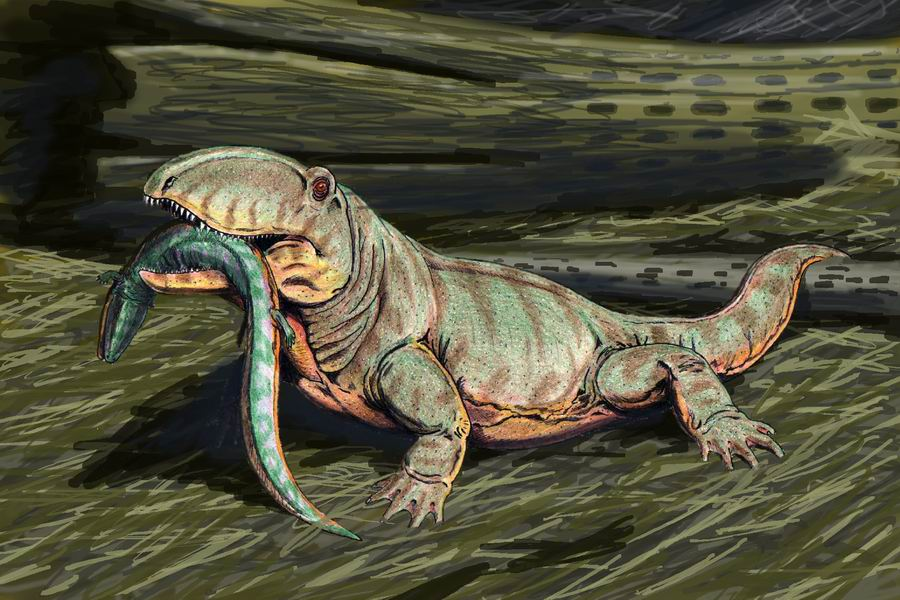
Реконструкция O. mirus, поймавшего эмболомера Archeria
Размеры некоторых видов